# 池田町シンマチ
池田町シンマチ（いけだちょうシンマチ）は、徳島県三好市の町名。郵便番号は778-0004。

## 地理
北は池田町サラダ、南は池田町ハヤシ、西は池田町イケミナミ、東は弥十柳川を挟んで池田町シマにそれぞれ接する。
旧池田町庁舎（1974年建設）が所在し、合併後に三好市役所となっていたが、2025年（令和7年）1月14日に隣接する池田町サラダに移転した。地内には池田税務署などが設置されており、北隣のサラダには阿波池田駅があり、旧池田町の中心街を形成している。

### 河川
- 弥十柳川

## 歴史
- 2006年（平成18年）3月1日 - 三好郡池田町が三野町・山城町・井川町・東祖谷山村・西祖谷山村と合併して三好市が発足し、現在の町名となる。

## 世帯数と人口
2021年（令和3年）12月31日現在の世帯数と人口は以下の通りである。
| 町丁           | 世帯数  | 人口  |
| -------------- | ------- | ----- |
| 池田町シンマチ | 317世帯 | 649人 |

## 小・中学校の学区
市立小・中学校に通う場合、学区は以下の通りとなる。
| 番地 | 小学校             | 中学校             |
| ---- | ------------------ | ------------------ |
| 全域 | 三好市立池田小学校 | 三好市立池田中学校 |

## 施設
- 三好市役所
- 池田税務署

## 交通

### 鉄道
- 最寄り駅はJR土讃線 阿波池田駅